# Казаледжо, Джанроберто
Джанроберто Казаледжо (итал. Gianroberto Casaleggio; 14 августа 1954 года, Милан — 12 апреля 2016 года, Милан) — итальянский предприниматель и политик, соучредитель вместе с Беппе Грилло «Движения пяти звёзд».

## Биография
Джанроберто Казаледжо получил высшее образование в области информатики. Сменив несколько компаний, в 1980 году поступил на работу в Olivetti, а затем стал исполнительным директором Webegg S.p.A., совместного предприятия Ivrea и Telecom, специализирующегося на консультациях в области интернета. В 2003 году основал акционерное общество «сетевой стратегии» (strategie di Rete) Casaleggio Associati, в котором занимает должность президента и владеет 28,5 % акций (такой же долей обладает его сын Давиде). В 2004 году безуспешно участвовал в местных выборах в Сеттимо-Виттоне в провинции Турин по списку «За Сеттимо» (Per Settimo) во главе с Вито Гроччиа (позднее Казаледжо опровергал утверждения о наличии политических связей Гроччиа с Берлускони). Casaleggio Associati сначала поддерживала за 700 000 евро в год веб-сайт коалиции «Италия ценностей», но в 2010 году разорвала контракт и с тех пор обслуживает исключительно Беппе Грилло. Став идеологом «гриллизма», Казаледжо написал вместе с этим известным комиком и новым политиком книгу «Мы на войне» (Siamo in Guerra); его считают консультантом, другом, соавтором и подлинным автором (ghost writer) книг Грилло, вместе они основали «Движение пяти звёзд». 27 февраля 2013 года Клаудио Плаццотта (Claudio Plazzotta) опубликовал в Italia Oggi статью, в которой подверг сомнению достоверность финансовой отчётности Casaleggio Associati.
В начале марта 2016 года газета il Foglio обвинила компанию Casaleggio Associati в ведении круглосуточной слежки за электронной почтой парламентариев от «Движения пяти звёзд». Эти утверждения были подхвачены прессой и руководством правящей Демократической партии, но категорически опровергнуты Беппе Грилло и лидером партийной фракции в Сенате Джанлукой Кастальди.
В апреле 2014 года в связи с тяжёлой болезнью Джанроберто Казаледжо перенёс операцию по поводу отёка мозга, после которой проходил под вымышленным именем Джанни Изолато (Gianni Isolato) курс реабилитации в миланском Ауксологическом институте (Istituto Auxologico). Умер около семи часов утра 12 апреля 2016 года вследствие инсульта. Похоронен 14 апреля 2016 года после отпевания в церкви Санта-Мария-делле-Грацие.
В сентябре 2016 года в Интернете были выложены несколько глав книги бывшего главы службы общественных связей Движения пяти звёзд в Палате депутатов Николы Бьондо и сотрудника Casaleggio Associati Марко Канестрари «Supernova», готовящейся к выходу из печати в конце года. В опубликованных материалах содержатся утверждения о разрыве отношений Казаледжо и Грилло из-за разногласий по поводу работы с блогом Грилло и из-за состояния Движения пяти звёзд. По словам авторов, за несколько дней до смерти Казаледжо состоялся его последний телефонный разговор с бывшим соратником на повышенных тонах, который предприниматель завершил словами о нежелании более слушать собеседника.

## Личная жизнь
Первая жена — англичанка Элизабет Клэр Биркс (Elizabeth Clare Birks), с которой Казаледжо познакомился в период работы в Olivetti; в 1976 году у них родился сын Давид. В 2004 году Казаледжо женился на Элене Сабине Дель Монего (род. 1965), в 2005 году у супругов появился сын Франческо.
Любимые писатели Казаледжо — Бенни, Достоевский, Шаша и Пазолини. Украсил кабинет рисунками из комиксов о Дилане Доге, в свободное время играл в теннис и тренировал футбольную команду.